# Аниакчак
Аниакчак — действующий вулкан. Располагается на территории штата Аляска, США.
Аниакчак — кальдера, высотой 1341 метра. Ширина кальдеры около 10 км. Наиболее низкая точка находится на высоте 335 метров на уровнем моря. Её образование произошло примерно 3400 лет тому назад. Глубина кальдеры 1 км. Находится на территории национального парка Аниакчак. Извержения Аниакчака были одними из самых мощных извержений на Аляске. Пирокластические потоки проделали свой путь более 50 км к северу от вулкана, а в южном направлении достигали вод Тихого океана.
За последние 10 000 лет в районе Аниакчака произошло более 40 взрывных извержений, что говорит как об одном из самых активных вулканов данного региона в современный период. Вулкан преимущественно андезитовый, он построен на вулканических породах мезозоя юрского периода. Внутри кальдеры образовались вулканические туфы, маары, вулканические купола, шлаковые конусы. Внутри кальдеры образовалось 3,2 километровое озеро, которое с приходом холодов замерзает. Когда-то озеро заполняло всю кальдеру, пока в результате одного из очередных извержений, произошедшего 500 лет назад, не образовало трещину на северо-востоке кальдеры, через которую начала вытекать вода. Оно является источником реки Аниакчак.
Единственное официально зафиксированное извержение вулкана произошло в период май-июнь 1931 года. Извержение произошло на северо-западе кальдеры. Из образовавшегося кратера вытекала лава и происходили её выбросы.
Пепел распространился на территорию более 600 км. В результате активности вулкана время от времени происходили землетрясения, слабые толчки которых ощущались в городке Чигник.
Сообщалось об активности вулкана в 1942 и 1951 годах.

### Видео
Кальдера Аникчак и её окрестности на YouTube